# Deljatyn
Deljatyn (ukrainska: Делятин) är ett stadsliknande samhälle i Ivano-Frankivsk oblast i västra Ukraina. Deljatyn, som för första gången nämns i ett dokument från år 1400, hade 8 213 invånare år 2022.

## Andra världskriget
Före andra världskriget tillhörde Deljatyn Polen, men i september 1939 ockuperades orten av Sovjetunionen. I samband med Operation Barbarossa kom Deljatyn under tysk ockupation. Under befäl av SS-Hauptsturmführer Hans Krüger arkebuserades 3 000 judar i Deljatyn 1942.